# Mulock Glacier
Mulock Glacier – lodowiec w Górach Transantarktycznych w Antarktydzie Wschodniej.
Lodowiec spływa w kierunku wschodnim-południowo-wschodnim do Mulock Inlet na północno-zachodnim krańcu Lodowca Szelfowego Rossa. Nazwa lodowca pochodzi od nazwy Mulock Inlet, która upamiętnia George’a Mulocka (1882–1963), brytyjskiego oficera, kartografa Brytyjskiej Narodowej Ekspedycji Antarktycznej w latach 1901–1904. 